# Das Testament des Sherlock Holmes
Das Testament des Sherlock Holmes ist ein in Deutschland am 21. September 2012 erschienenes Point-and-Click-Adventure und das sechste Spiel in der von Frogwares entwickelten Sherlock-Holmes-Reihe. Das Spiel kann sowohl in der klassischen Third-Person-Perspektive als auch in der Egoperspektive gespielt werden.

## Handlung
Die Handlung von Das Testament des Sherlock Holmes spielt im London des Jahres 1898. Holmes hat gerade eine gestohlene Halskette wiederbeschafft und dem rechtmäßigen Besitzer ausgehändigt. Dem fällt jedoch auf, dass es sich bei dem zurückgegebenen Schmuckstück um eine billige Fälschung handelt. Es scheint, als hätte Holmes selbst die Kette gegen eine Fälschung ausgetauscht. Kurz darauf eilt Holmes zu einer kurzfristigen Verabredung mit dem Bischof von Knightsbridge, findet diesen jedoch auf grausame Art ermordet vor.
Sowohl Polizei als auch Bevölkerung hegen Zweifel an Holmes Unschuld. Selbst sein langjähriger Freund Dr. Watson steht Holmes neuerlichem merkwürdigen Verhalten skeptisch gegenüber. Holmes beginnt mit Ermittlungen, die seine Unschuld beweisen sollen.

## Spielprinzip
Der Spieler begibt sich in der Rolle des Sherlock Holmes in eine frei begehbare Welt. Als Perspektive kann zwischen der Ego- und der Third-Person-Perspektive gewählt werden. In der Third-Person Perspektive hat man die Wahl zwischen einer fixierten Kamera in klassischer Point-and-Click-Ansicht und einer Kamera über der Schulter, was an ein Rollenspiel erinnert.
Der Spieler entscheidet selbst, welchen Hinweisen er nachgeht. Das Spiel wird hauptsächlich durch das Untersuchen von Hinweisen bzw. Gegenständen und durch Gespräche mit anderen Charakteren vorangetrieben. An verschiedenen Stellen des Spiels müssen eigenständige Minispiele absolviert werden. Im weiteren Spielverlauf übernimmt der Spieler zeitweise die Rolle des Dr. Watson.

## Entwicklung
Das Spiel verwendet eine im Gegensatz zu den Vorgängern neu entwickelte Grafikengine. Um die Charaktere realistisch darzustellen, wurde das Motion-Capture-Verfahren angewandt.

## Rezeption
Die Website Adventure-Treff lobte die Grafik, die wählbare Perspektive, die spannende Hintergrundgeschichte, die Zwischensequenzen und die gute Atmosphäre, bemängelte aber die Qualität der Minispiele, Logik-Löcher und die durchschnittliche Synchronisation. Als Gesamtwertung vergab sie 78 Prozent.
Die Zeitschrift PC Games vergab eine Wertung von 76 Prozent und sah in dem Spiel „eine Empfehlung für Adventurefreunde, denn noch in keinem Serienteil waren die Ermittlungen so interessant und spannend“.